# Automóvil de lujo personal
"Automóvil de lujo personal" es una clasificación de automóviles norteamericana que describe modelos que suelen ser cupés de carácter deportivo y sofisticado, pero que priman la comodidad sobre el rendimiento. Los fabricantes norteamericanos combinaron (con mayor frecuencia de lo que se hizo en otros mercados) la ingeniería, el diseño y la promoción del interés de los compradores, con el fin de desarrollar modelos exclusivos y distintivos que compartían plataforma con otros modelos más económicos, y que se volvieron altamente rentables.
Aunque los cupés de lujo se habían producido en América del Norte durante varias décadas antes, generalmente se considera que la categoría de los "automóviles de lujo personales" comenzó en 1958, debido al éxito del Ford Thunderbird de segunda generación, cuando se rediseñó como un coche de cuatro asientos a partir del biplaza original. Estos cambios reorientaron el espíritu del diseño del Thunderbird, pasando de lo deportivo a la comodidad y el lujo, y las ventas aumentaron en un 50 por ciento. El Thunderbird protagonizaría una larga historia de éxito, y se vendió durante once generaciones hasta el modelo del año 2005.
Una de las trayectorias más largas de un automóvil de lujo personal fue la producción a lo largo de 50 años del Cadillac Eldorado, que comenzó en 1953, cuando el nombre se empezó a usar para denominar a las versiones con máximo equipamiento de los modelos Cadillac de menor precio, incluidos los Eldorado Brougham de cuatro puertas de 1957 hechos a mano. Sin embargo, según el criterio de Hemmings Motor News, Cadillac entró por primera vez en el mercado de los "automóviles de lujo personales" en 1967, con un modelo más pequeño de gran volumen de producción.
Antes de finales de la década de 1970, los automóviles de lujo personales solían ser vehículos grandes con tracción trasera y propulsados por motores V8 de alta cilindrada. Como resultado de la tendencia a la reducción de la mano de obra en la industria automotriz estadounidense a fines de la década de 1970, muchos coches de lujo personales se han producido a partir de modelos medianos con motores de seis cilindros y tracción delantera. El mercado de los coches de lujo personal prácticamente había desaparecido a comienzos del siglo XXI, a medida que los consumidores se interesaron por otros segmentos del mercado.

## Características
Los automóviles de lujo personales son vehículos del mercado de masas que combinan características de un deportivo y coche de lujo. Suelen ser cupés o descapotables de dos puertas, generalmente con un asiento trasero pequeño que no está diseñado para el uso de personas adultas. Los diseños personales de automóviles de lujo enfatizan la comodidad y la facilidad de uso, y a menudo están altamente equipados con características interiores que son opcionales o no están disponibles en otros modelos.
En contraste con los grandes turismos (los automóviles deportivos de lujo europeos, en los que el rendimiento a alta velocidad es un factor clave), el "automóvil de lujo personal" estadounidense solía reducir el rendimiento combinando grandes motores con vehículos pesados. Por lo general, los automóviles se producían en masa y, a menudo, compartían componentes mecánicos importantes con otros modelos del fabricante para reducir los costos de producción.

## Historia

### Década de 1950

#### Nicho de mercado
Los primeros cupés de lujo eran vehículos caros, de nicho de mercado de bajo volumen. Estos incluían Cadillac Eldorado, Buick Roadmaster Skylark, Oldsmobile 98 Fiesta, Imperial Newport, Chrysler New Yorker, Chrysler 300 y Chrysler Windsor,  Packard Hawk y Packard Caribbean. Los cuatro modelos tenían estilos de carrocería convertible o techo rígido de dos puertas, construidos sobre una plataforma compartida con modelos mucho menos costosos. El Eldorado representó el 0,5% de las ventas totales de Cadillac en 1953, con 1.690 Buick Skylark, 458 Oldsmobile 98 Fiesta y 750 Packard Caribbean vendidos. El estilo de los autos de lujo personales de la década de 1950 se ha descrito como un "exceso barroco".
Ford lanzó el  Continental Mark II para el año modelo 1956. Con un precio de aproximadamente US$10 000 ($112 069 en 2023 dólares ), el costo era equivalente a un Rolls-Royce Silver Cloud y se vendieron 3012 Mark II entre 1955 y 1957. Se produjo con el estilo de carrocería de techo rígido de dos puertas y el equipo estándar incluía motor dirección, frenos eléctricos, elevalunas eléctricos, asientos eléctricos, elevalunas eléctricos, interior cuero y tacómetro. La única opción era acondicionamiento de aire por $595.

#### Mercado de masas
El Ford Thunderbird, lanzado en 1955, se comercializó como un "automóvil personal" y, a menudo, se le atribuye el papel clave en la creación del segmento de automóviles de lujo personales.
A principios de la década de 1950, tanto Ford como General Motors estaban desarrollando competidores para abordar lo que percibían como una creciente popularidad del nicho europeo Automóvil deportivo en el mercado norteamericano. El resultado fue Ford Thunderbird,  Studebaker Speedster y Chevrolet Corvette.
El Thunderbird de primera generación era un automóvil de dos asientos con motor V8, suspensión diseñada para brindar comodidad en lugar de handling y disponible en estilos de carrocería descapotable (techo blando plegable) y roadster (capota rígida extraíble). El Thunderbird pudo funcionar bien, alcanzando una velocidad máxima de 200 km/h (124 mph), similar a muchos Gran turismo (automóvil) europeos de la época. El formato de "lujo deportivo" Thunderbird, con más comodidades, demostró ser mucho más popular entre los compradores de automóviles estadounidenses que el esparta Corvette automóvil deportivo, que vendió 16155 Thunderbirds en 1955, en comparación con 674 Corvettes, 809 Chrysler 300D y 2200 Studebaker Speedster. Esta señal de mercado sentó las bases para un mayor desarrollo.
El Ford Thunderbird de 1958 fue el primer "automóvil de lujo personal" de gran volumen. Agregó un asiento trasero, en respuesta a la investigación de mercado de Ford de que el diseño de dos asientos de la primera generación estaba limitando las ventas. El estilo de carrocería convertible/roadster fue reemplazado por dos modelos els, un techo rígido fijo y descapotable. Las ventas de totalizaron 198,191 en tres años modelo, aproximadamente cuatro veces más que el modelo anterior de dos asientos. El Thunderbird recibió el premio  Motor Trend Car of the Year de 1958.

### Década de 1960
Dos competidores inspirados por el continuo éxito en el mercado del Thunderbird de cuatro asientos aparecieron para el modelo del año 1963, ambos mostrados en el Salón del Automóvil de París de octubre de 1962. Ambos siguieron la fórmula del cupé de cuatro plazas con motor potente, establecida por el Thunderbird de 1958.
El primero fue el Studebaker Avanti. El Avanti presentaba una carrocería plástico reforzado con vidrio, un motor sobrealimentado opcional y freno de disco delanteros. Se comercializó como "el único automóvil personal de alto rendimiento para 4 pasajeros de Estados Unidos". La empresa fabricó 4.647 Avantis antes de que Studebaker finalizara la producción de Avanti para el año modelo 1964.
El segundo fue el Buick Riviera de 1963, que comenzó su vida como el prototipo de automóvil Cadillac LaSalle XP-715. Sin embargo, la gerencia de General Motors no estaba interesada en el concepto XP-715 para Cadillac y lo ofreció a una competencia entre las divisiones interesadas. Buick ganó en base a su presentación de mercadeo. Las ventas totales para los años modelo 1963–1965 fueron 112,244.
El primer automóvil de lujo personal de AMC fue el intermediate de 1965 del tamaño de Rambler Marlin. El Marlin fue descrito como "inusual, distintivo y único en su clase". Su característica de diseño es la línea del techo fastback que termina en el parachoques trasero. Fue renombrado como AMC Marlin para 1966 para enfocarlo en el mercado de lujo personal.
El Dodge Charger se introdujo en 1966 y tiene un tamaño similar al AMC Marlin.
El Oldsmobile Toronado de 1966 se convirtió en el primer automóvil de lujo personal tracción delantera. El Toronado proporcionó la plataforma para que el Cadillac Eldorado (sixth generation) cambiara a un diseño de tracción delantera de "lujo personal" más pequeño y de gran volumen el año siguiente.
Hasta 1967, los autos de lujo personales se agrupaban con muscle car y pony car como la clasificación de "automóviles especiales". En lugar de comercializar a clases de ingresos amplios como con sus modelos estándar, los fabricantes de automóviles dirigieron cada una de estas clases de automóviles a nichos de mercado más pequeños y específicos, al tiempo que ofrecían largas listas de opciones para satisfacer las demandas de individualidad de los consumidores.
Para 1967, el Rambler Marlin (second generation) aumentó de tamaño, pero aún se consideraba un intermedio, un "cupé familiar 3 + 3 más grande diseñado para atraer la tendencia del mercado hacia automóviles más grandes con más citas". También para 1967, se lanzó el  Ford Thunderbird (fifth generation), avanzando aún más en el mercado y con la adición de un estilo de carrocería pillarless hardtop de cuatro puertas.
El cupé de dos puertas Continental Mark III se introdujo para el año modelo 1969 como el vehículo insignia de Ford Motor Company y como sucesor del  Continental Mark II de 1956-1957. Para reducir los costos de desarrollo, el Mark III se basó en el chasis del  Ford Thunderbird (fifth generation). Las características de estilo del Mark III incluían faros delanteros ocultos (con cubiertas retráctiles del color de la carrocería), una parrilla estilo Rolls Royce y un simulated spare tire en la tapa del maletero. El Mark III fue el primer vehículo fabricado en Estados Unidos con neumático radial como equipo estándar.
En lo que se convertiría en una rivalidad de tres décadas, el año modelo 1969 Mark III vendió 30,858 autos para el año modelo 1969 extendido (aunque en realidad se construyeron 7,770 en 1968), mientras que Eldorado vendió 23,333 unidades ese año.
El Mercury Marauder (second generation) se lanzó en 1969 como su propia línea de modelos de autos de lujo personales. El Marauder usó una distancia entre ejes más corta que los modelos Mercury de tamaño completo, pesaba 4500 lb (2041,2 kg), estaba propulsado por un motor 429 plg³ (7 L) V8 y usaba neumático de banda blanca de capas diagonales en ruedas de aluminio de cinco radios.
También para 1969, el Pontiac Grand Prix (second generation) se redujo de tamaño completo a cupé de tamaño mediano, en un intento de revertir la disminución de las ventas del modelo Grand Prix. Más pequeño que el Cadillac Eldorado y el Oldsmobile Toronado, fue diseñado para ser más ágil y más orientado al desempeño que los más pequeños Ford Thunderbird y Buick Riviera. [cita requerida] Las ventas superaron las 112.000 unidades, casi el cuádruple de los 32.000 modelos de tamaño completo fabricados en 1968. [cita requerida]

### Década de 1970
El declive del muscle car, debido al aumento de los costos de los seguros y los estándares de emisiones a principios de la década de 1970, coincidió con un fuerte repunte en el segmento de lujo personal, ya que los compradores estadounidenses cambiaron el énfasis del rendimiento a la comodidad. Para compensar esto, 1973 y 1979 oil crises afectaron la demanda de automóviles con una economía de combustible relativamente baja. Los modelos de lujo personal de la década de 1970 se comercializaban sobre la base del lujo, no del rendimiento. Tenían un diseño convencional y compartían muchas partes con modelos menores.
Debido al éxito del Pontiac Grand Prix de 1969, otras divisiones de GM siguieron su ejemplo e introdujeron autos similares para 1970. El Chevrolet Monte Carlo, considerado un vehículo exclusivo para la división de menor precio de GM, era un poco más corto que el Grand Prix, debido a que fue construido en la plataforma Chevrolet Chevelle. El Monte Carlo se comercializó como proveedor de "elegancia y prestigio", sin embargo, algunos críticos lo encontraron más similar a los modelos más utilitarios de Chevrolet. El modelo cupé del Oldsmobile Cutlass Supreme de tamaño reducido se presentó en 1970 y se vendió junto con el Oldsmobile Toronado más grande. El precio base de Monte Carlo y Cutlass Supreme era mucho más bajo que el Grand Prix. Sin embargo, los tres modelos tenían un precio similar si se pedían con el mismo nivel de equipamiento. No obstante, se afirma que Chevrolet y Pontiac "llevaron los autos de lujo personales a las masas". La introducción de Monte Carlo y Cutlass Supreme redujo el dominio del Grand Prix y las ventas cayeron un 40%. [cita requerida]
El  Ford Thunderbird (sixth generation) de 1972 tuvo un aumento significativo de tamaño con respecto a la generación anterior, lo que lo hizo más grande que la mayoría de los otros autos de lujo personales. El Mercury Cougar XR-7 de 1974 se amplió a una plataforma intermedia (compartida con el Ford Torino y el Mercury Montego), ya que el Mustang se redujo para convertirse en el subcompacto Mustang II de 1974, dejando al Cougar XR-7 sin un compañero de plataforma. El Cougar XR-7 también se vendió como  Ford Elite de 1974-1976, que se diseñó para parecerse al Thunderbird y se comercializó a un precio más bajo. El Cougar XR-7 tenía un precio más alto que el Elite e incluía más características estándar, pero vendió alrededor de 60 000 unidades en comparación con casi 125 000 Elites del año modelo 1975.
Mercedes-Benz aprovechó esta tendencia de los consumidores estadounidenses durante esta era, con su 450SL and SLC models, a partir de 1972. América del Norte fue el mercado clave para estos modelos, y 2/3 de la producción se vendió allí. Mercedes-Benz se mostró tímido en su copia del anuncio estadounidense acerca de que el automóvil era un automóvil deportivo, aconsejando a los compradores potenciales "Mimarse a sí mismos" y preguntando "¿Cómo se puede considerar un biplaza que pesa 3500 libras cargado con una transmisión automática y comodidades de lujo?" ¿auto deportivo?.” El 450SL abordó el mismo nicho de mercado que el Ford Thunderbird personal car de dos asientos de 1955-57, que tenía problemas de categorización similares.
El  Chrysler Cordoba de tamaño mediano se introdujo en 1975 como el primer cupé de la compañía producido específicamente para el mercado de lujo personal (a pesar de que la compañía declaró anteriormente que "nunca habría un Chrysler más pequeño"). El Cordoba usó señales de estilo vintage como parrillas Rolls Royce estilo radiator, ventana de ópera y techo de vinilo. Para 1975, otros modelos que habían ingresado al segmento de automóviles de lujo personales incluían el AMC Matador (second generation), Buick Regal, Dodge Charger (fourth generation). Los dos autos de lujo personales más vendidos en 1975 fueron el Chevrolet Monte Carlo y el Chrysler Cordoba.
A mediados de la década de 1970, las características de lujo se estaban volviendo más comunes en los autos compactos y subcompactos. El cupé  Plymouth Sapporo de 1978 (un Mitsubishi Galant Lambda rebautizado construido en Japón) se comercializó como un automóvil de lujo personal, con un techo de vinilo con un targa band de acero inoxidable, interior de terciopelo, cubiertas de ruedas "de lujo" con llantas de banda blanca y varios accesorios eléctricos.
Para el año modelo 1977, el  Ford Thunderbird (seventh generation) se redujo a una plataforma de tamaño intermedio (basado en el Ford LTD II), perdiendo casi 10 pulgadas (254 mm) de longitud y 900 lb (408 kg) de peso. Se reposicionó como reemplazo del Ford Elite y se vendió junto con el Mercury Cougar (fourth generation) estrechamente relacionado. El Thunderbird se ensambló utilizando una combinación de piezas de carrocería, interior y molduras del Ford Elite, Mercury Montego y Mercury Cougar del año anterior, además de un estilo único para la carrocería trasera. Esta generación se convirtió en la más vendida en la historia del Ford Thunderbird. impulsado por una reducción de precio de $ 2700 desde 1976, más de 318 000 vendidos en 1977 y 352 000 en 1978 (el mejor año de ventas en la historia de Thunderbird), seguido de 295 000 en 1979.
El Buick Regal de 1978, el Chevrolet Monte Carlo, el Oldsmobile Cutlass Supreme y el Pontiac Grand Prix estuvieron entre los primeros autos de lujo personales en reducir radicalmente su tamaño, lo que resultó en reducciones de peso de más de 900 libras (408 kg) y dimensiones exteriores similares a los  compact car (por ejemplo, el Chevrolet Nova, Ford Granada y Dodge Dart).
Para 1979, Cadillac Eldorado (eighth generation), Buick Riviera (sixth generation) y Oldsmobile Toronado (third generation) se redujeron a una plataforma de tracción delantera de tamaño intermedio, lo que resultó en una reducción de longitud 20 plg (508 mm) en el caso del Eldorado. Los motores también se redujeron, con motores V6 disponibles por primera vez en la historia de estos modelos. El Riviera recibió el premio  Motor Trend "Auto del año" en 1979. Las ventas se duplicaron con creces, a 52.181 para 1979 y 48.621 para los modelos muy similares de 1980.

### Década de 1980
En la década de 1970, los autos de lujo personales fabricados en Estados Unidos se habían vuelto más pesados y lujosos, lo que resultó en autos más pesados. Sin embargo, la potencia del motor se había reducido como resultado de la reducción a motores de seis cilindros o de la desafinación de los motores V8 para cumplir con estándares de emisiones cada vez más estrictos. Junto con el rendimiento reducido en línea recta, los autos también tenían una economía de combustible deficiente y debían cumplir con las crecientes regulaciones  corporate average fuel economy (CAFE) establecidas por Secretario de Transporte de los Estados Unidos, a través de NHTSA.
El FCA US Imperial (sixth generation) de 1980 marcó un hito clave en el declive del automóvil de lujo personal. El motor 318 plg³ (5,2 L) V8 producía solo 140 HP (104 kW). La reacción en la prensa automovilística fue especialmente negativa, y "Car and Driver" se refirió a este Imperial como un automóvil anticuado "totalmente helado". Las ventas fueron malas. El Imperial se construyó sobre el chasis Chrysler Cordoba (second generation), un automóvil con ventas en declive, que se suspendió en 1983.
Los  Ford Thunderbird (eighth generation) y Mercury Cougar (fifth generation) de 1980 se redujeron a un automóvil de tamaño mediano y se describieron como de "aspecto pesado".
Las ventas se redujeron drásticamente, resultó en revisiones extensas para el año modelo 1983. Si bien siguió siendo un cupé de lujo personal, el rediseño del Thunderbird y el Cougar introdujo un diseño de carrocería altamente aerodinámico en los vehículos Ford en América del Norte y aumentó significativamente las ventas.
En 1981, las ventas del Continental Mark VI cayeron un 50%.
Para el año modelo 1984, el Continental Mark VII se redujo a un automóvil de tamaño mediano, con un estilo aerodinámico basado en el  Ford Fox platform compartido con el Ford Thunderbird y el Mercury Cougar.
Para 1986, General Motors redujo drásticamente el tamaño de Cadillac Eldorado (eleventh generation), Buick Riviera (seventh generation) y Oldsmobile Toronado (fourth generation) por 13-16 plg (330-406 mm). Con una caída de las ventas de unidades del Eldorado Coupe del 72% en 1986, rara vez ha experimentado un modelo tan dramático en las ventas anuales. El estilo de carrocería convertible de Eldorado se suspendió y se reemplazó con el roadster de lujo Cadillac Allanté. El precio base del Eldorado de 1986 aumentó aproximadamente un 16% a $24,251 y la producción se redujo a aproximadamente una cuarta parte de lo que había sido solo dos años antes. Riviera y Toronado usaron el motor 3,8 L (232 plg³) V6 de Buick, mientras que Cadillac continuó usando su motor 4,1 L (250 plg³) V8. De manera similar, el precio base del Riviera de 1986 aumentó sustancialmente a $ 19,831 y las ventas se desplomaron a 22,138 para 1986, solo 15,223 para 1987 y 8,625 para 1988 (aunque la introducción en 1988 del cupé  Buick Reatta puede haber canibalizado algunas ventas de Riviera ese año).
El último año de producción del Oldsmobile Cutlass Supreme (fourth generation) con tracción trasera fue 1988, durante el cual se fabricaron 27.678.
Para 1988, GM trasladó el Buick Regal, el Oldsmobile Cutlass Supreme y el Pontiac Grand Prix a versiones basadas en el W-body platform de tracción delantera de GM. El Chevrolet Monte Carlo se suspendió después de una corta ejecución del año modelo 1988 (reemplazado por el cupé mediano Chevrolet Lumina 1990). Con la descontinuación de Chevrolet Celebrity y  Pontiac 6000, Regal, Cutlass Supreme y Grand Prix pasaron del segmento de lujo personal al segmento convencional de tamaño mediano y también se ofrecieron en el estilo de carrocería de 4 puertas.

### Década de 1990
A principios de la década de 1990, la tendencia hacia los sedán y Vehículo utilitario deportivo de cuatro puertas hizo que el mercado de automóviles de lujo personales declinara aún más. El Oldsmobile Toronado se suspendió en 1992. El Ford Thunderbird y el Mercury Cougar se descontinuaron después del año modelo 1997 (aunque la placa de identificación del Cougar se revivió en 1999 como un  sport compact de tamaño mediano).
El Lincoln Mark VIII, introducido en 1993, se suspendió en 1998, poniendo así fin a la serie Mark. La producción total de Mark VIII fue un poco más de 126.000 unidades. General Motors finalizó la producción del Buick Riviera en 1998, con 1956 automóviles producidos en el último año del modelo.
Para 1995, se reintrodujo el Chevrolet Monte Carlo, construido sobre la plataforma de carrocería W de GM con tracción delantera. Era esencialmente la versión cupé de dos puertas del sedán de cuatro puertas Lumina actualizado que reemplazaba al cupé de dos puertas Lumina del año anterior.

### Década de 2000
En 2001, General Motors anunció que el año modelo número 50 de Eldorado (2002) sería el último. Para marcar el final de la placa de identificación, una producción limitada de 1.596 automóviles fueron producido en rojo o blanco, los colores disponibles en el convertible original de 1953. La producción terminó el 22 de abril de 2002 con el  Lansing Craft Centre rediseñado para construir el Chevrolet SSR.
El Ford Thunderbird (eleventh generation) se produjo para los modelos de los años 2002 a 2005. Conservó el diseño tradicional de tracción trasera y se basó en el  Ford DEW platform. Con señales de estilo del Thunderbird original de 1955-1957, fue parte de una tendencia de estilo estilo retro de principios de la década de 2000 que incluía Volkswagen New Beetle, Chrysler PT Cruiser, Plymouth/Chrysler Prowler y  Mini Hatch. Inicialmente fue bien recibido por la prensa automotriz, obteniendo elogios como el  Motor Trend Car of the Year y una nominación para el  North American Car of the Year en su primer año. Sin embargo, muchas publicaciones consideraron el renacimiento del Thunderbird con bastante más frialdad después de unos años y obtuvo un lugar en la lista de 2009 de la revista Car and Driver de "Los 10 ganadores de premios más vergonzosos en la historia del automóvil". Las ventas de no cumplieron con las expectativas de Ford y el Thunderbird se suspendió en 2005.
El 2000 Chevrolet Monte Carlo (sixth generation) también estuvo influenciado por la tendencia retro, incorporando señales de estilo de sus predecesores de los años 70 y 80. El Monte Carlo fue el último automóvil de lujo personal en producción cuando se suspendió a fines del año modelo 2007.